# Locked Up (chanson)
Pour les articles homonymes, voir Locked Up.
Singles de Akon
Operations of Nature (1996) Find Us (2004)
Locked Up  est un single interprété par le chanteur sénégalais Akon, issu du son premier album, Trouble. Le single est sorti vers la fin de l'année 2004 et a, immédiatement, devenu un succès, atteignant le top 10 aux États-Unis et au Royaume-Uni. La chanson a atteint le numéro 4 sur UK Singles Chart, et le numéro 8 sur Billboard Hot 100, devenant son premier top 10 dans les deux pays.

## Informations
La chanson raconte les problèmes d'Akon avec la loi. Dans le clip vidéo, Akon est arrêté et mis en prison. Il décrit les moments difficiles qu'il vit et que la prison est un mauvais endroit, contrairement à l'idée qui dit que la prison rend les gens dur, une idée popularisée par les rappeurs.
La chanson est écrite par Akon quand il était en prison.
Un remix de cette chanson en collaboration avec le rappeur Styles P est inclus dans le même album. T-Pain, plus tard, a fait une autre version de la chanson appelé I’m Fucked Up, et c'est avec cette chanson qu'il a obtenu un contrat avec Konvict Muzik; le label d'Akon[source secondaire souhaitée].
En 2005 la chanson faisait partie de Won't Let Me Out de C-Murder. En France, un remix est inclus dans le single en collaboration avec Booba ainsi que l'édition française de l'album Trouble.
En 2023, le titre Locked Up est une collaboration entre Steve Aoki, Trinix, Akon, un remix du premier tube d'Akon.

## Pistes
CD
1. "Locked Up"
2. "Locked Up" (Remix) (Featuring Styles P)
3. "Locked Up" (Remix) (Feat Booba)
4. "Locked Up" (Remix) (Featuring Taz & Styles P)
5. "Locked Up" (Music video)
6. "Locked Up" (Remix) (Featuring Vybz Kartel)
7. "Locked Up" (Remix) (Featuring Tupac)
8. "I'm F***ed Up" (remix de T-Pain)

### Classement
| Classement                              | Meilleure position |
| --------------------------------------- | ------------------ |
| Allemagne (Media Control AG)            | 15                 |
| Autriche (Ö3 Austria Top 40)            | 64                 |
| Belgique (Wallonie Ultratop 50 Singles) | 26                 |
| États-Unis (Hot 100)                    | 8                  |
| États-Unis (Pop Airplay)                | 29                 |
| États-Unis (R&B/Hip-Hop Songs)          | 6                  |
| France (SNEP)                           | 12                 |
| Irlande (IRMA)                          | 10                 |
| Pays-Bas (Single Top 100)               | 71                 |
| Espagne (PROMUSICAE)                    | 19                 |
| Suisse (Schweizer Hitparade)            | 19                 |
| Royaume-Uni (UK Singles Chart)          | 5                  |

## Sources
- (en) Cet article est partiellement ou en totalité issu de l’article de Wikipédia en anglais intitulé « Locked Up (song) » (voir la liste des auteurs).

1. ↑  « "Nous étions persuadés que ça arriverait": les DJ de Trinix, ou le succès patient », sur Yahoo News, 10 décembre 2023 (consulté le 8 février 2025)
2. ↑  (de) Musicline.de – Akon. GfK Entertainment. PhonoNet GmbH.
3. ↑  (de) Austrian-charts.com – Akon – Locked Up. Ö3 Austria Top 40. Hung Medien.
4. ↑  Ultratop.be – Akon – Locked Up. Ultratop 50. Ultratop et Hung Medien / hitparade.ch.
5. ↑  (en) Akon - Chart history – Billboard. Billboard Hot 100. Prometheus Global Media.
6. ↑  (en) Akon - Chart history – Billboard. Billboard Pop Airplay. Prometheus Global Media.
7. ↑  (en) Akon - Chart history – Billboard. Billboard R&B/Hip-Hop Songs. Prometheus Global Media.
8. ↑  Lescharts.com – Akon – Locked Up. SNEP. Hung Medien.
9. ↑  (en) GfK Chart-Track. Irish Singles Chart. Irish Recorded Music Association.
10. ↑  (nl) Dutchcharts.nl – Akon – Locked Up. Single Top 100. Hung Medien.
11. ↑  (en) Spanishcharts.com – Akon – Locked Up. Canciones Top 50. Hung Medien.
12. ↑  (en) Swisscharts.com – Akon – Locked Up. Schweizer Hitparade. Hung Medien.
13. ↑  (en) Archive Chart. UK Singles Chart. ChartArchive.